# 松坡站
松坡站（：／ Songpa yeok */?）是首都圈電鐵8號線沿線的一座地下車站，位於韓國首爾特別市松坡區松坡洞和可樂洞的交界處。

## 車站結構
站體為2面2線側式月台的地下車站，候車月台設有月台幕門，並有4處出口。

### 月台配置
| 石村 ↑     |
| \| 上      |
| ↓ 可樂市場 |

| 月台 | 路線           | 目的地                         |
| ---- | -------------- | ------------------------------ |
| 上行 | ●首爾地鐵8號線 | 蠶室、江東區廳、千戶、别內方向 |
| 下行 | ●首爾地鐵8號線 | 可樂市場、福井、牡丹方向       |

## 歷史
- 1996年11月23日：落成啟用。

## 車站周邊
- 勤勞福祉公團（朝鲜语：근로복지공단）
- 可樂市場
- 松坡圖書館（朝鲜语：송파도서관）
- 首爾中垈初等學校
- 可樂高校
- 蠶室女子高校
- 一信女子中學
- 一信女子商業高校

## 圖片

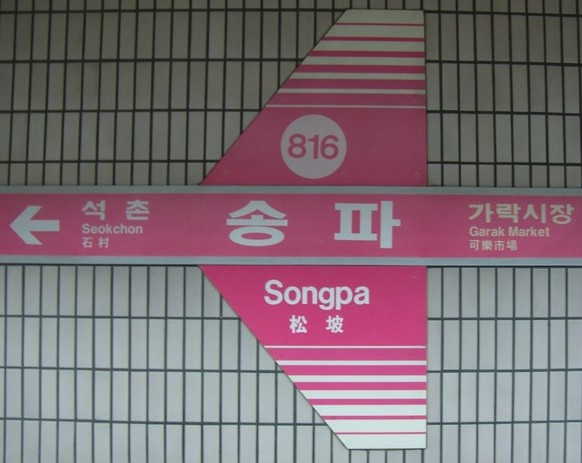
站名牌
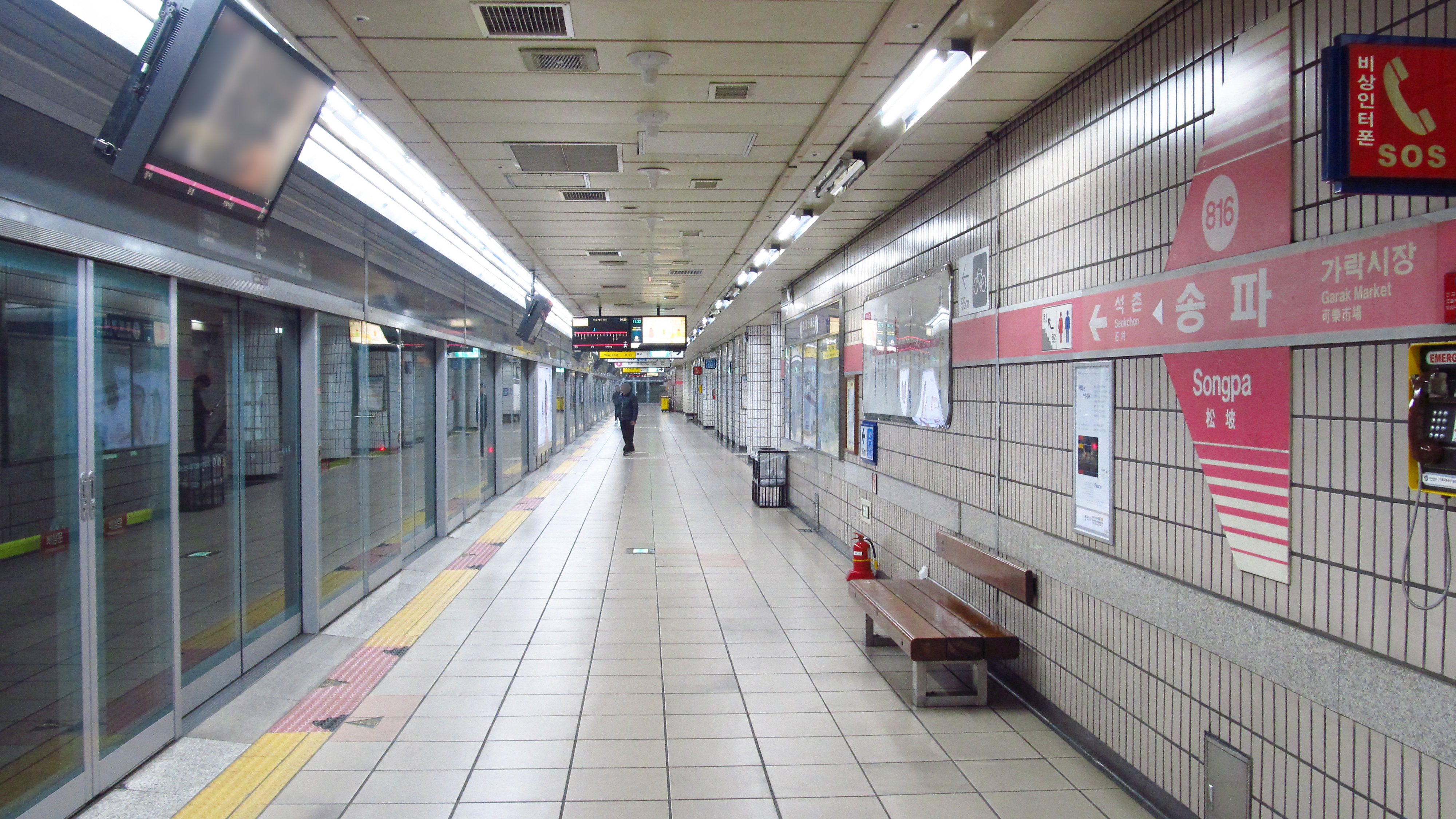
候車月台
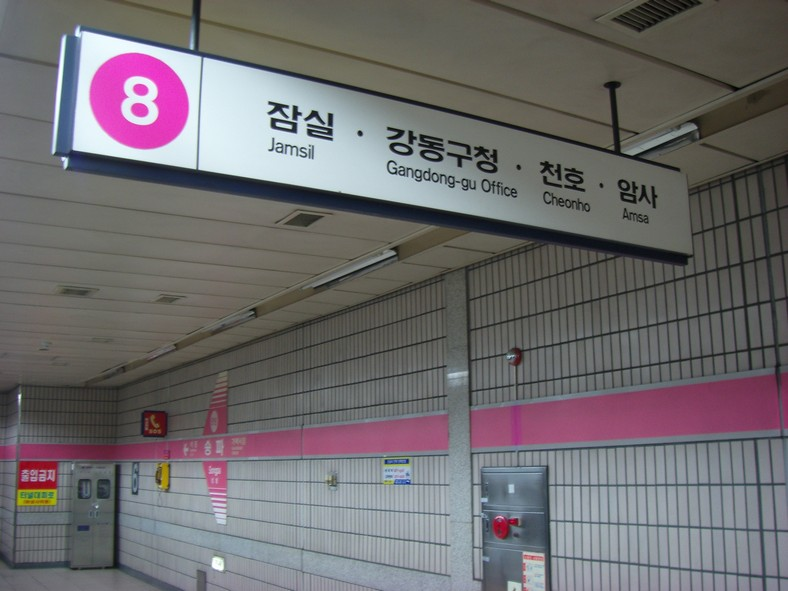
車站告示
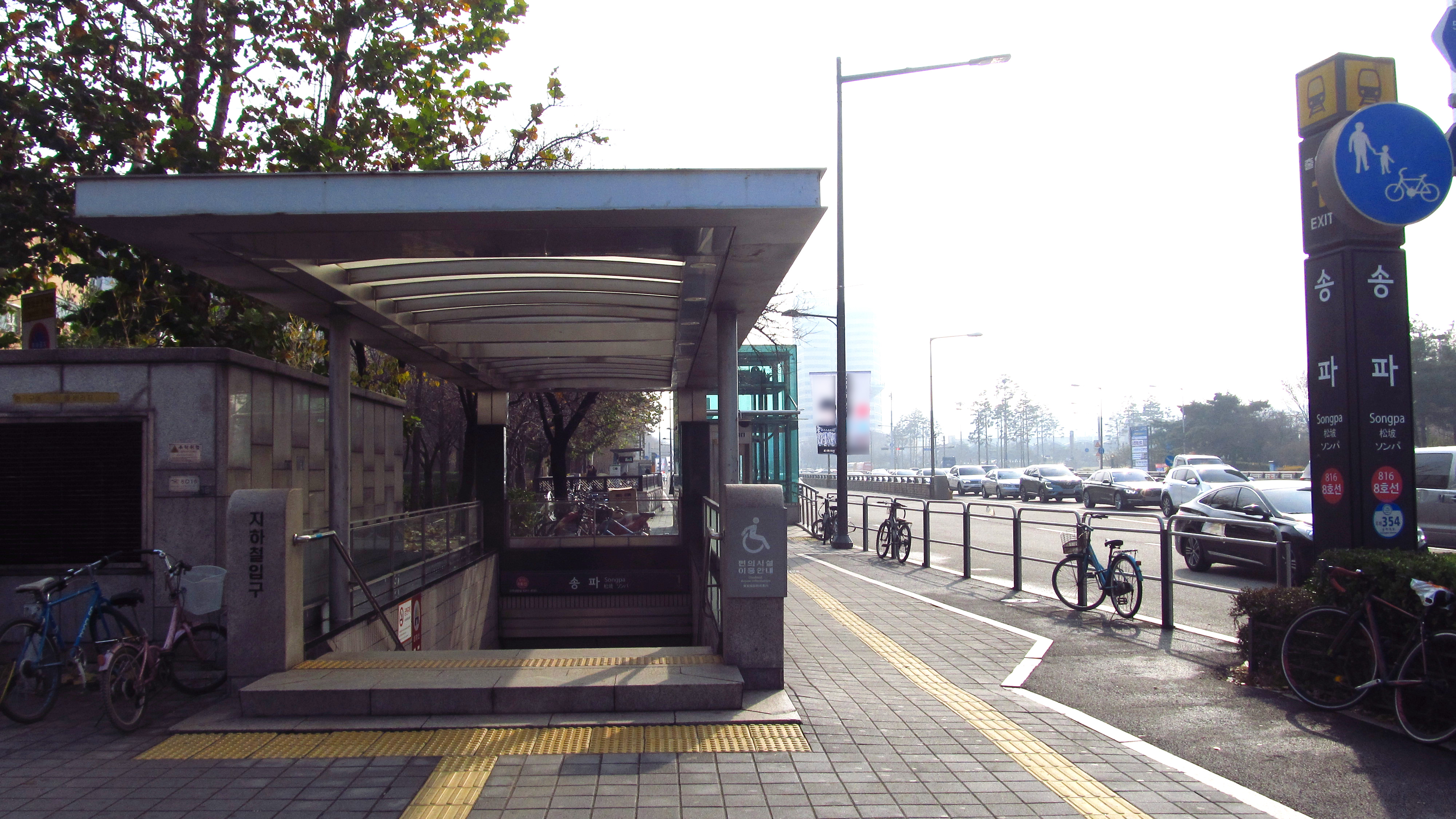
1號出口

## 相鄰車站
首爾交通公社
●首爾地鐵8號線
石村（815）－松坡（816）－可樂市場（817）